# Taractes rubescens
Taractes rubescens es una especie de peces de la familia Bramidae en el orden de los Perciformes.

## Morfología
• Los machos pueden llegar alcanzar los 70 cm de longitud total.

## Distribución geográfica
Se encuentra en el este del Pacífico central (desde Costa Rica en Perú), el  Atlántico oriental (costas occidentales de África) y en el  Atlántico occidental (Golfo de México y  Trinidad). Ausente en el Índico.